# Antoni Oleszczyński
Antoni Oleszczyński (n. 16 ianuarie 1794, Krasnystaw - d. 28 februarie 1879, Paris) a fost un gravor polonez. În anii 1818-1824 a studiat la Academia Imperială de Arte Frumoase din Sankt Petersburg. În 1824 i s-a acordat medalia de aur pentru Portretul lui A. F. Kokorinov.
În Muzeul Național din Varșovia se află Portretul lui Nicolaus Copernicus (1841), de A. Oleszczyński.
În 1858 a primit titlul de academician al Academiei Imperiale de Arte Frumoase din Sankt Petersburg.